# Jean-François Boyer
Jean-François Boyer (12 de marzo de 1675 - 20 de agosto de 1755) fue un obispo y académico francés, nacido en París y fallecido en Versalles, conocido por su postura adversa a los jansenistas. Fue elegido miembro de la Academia Francesa en 1736, para ocupar el asiento número 40.

## Datos biográficos
Fue predicador reconocido por su elocuencia discursiva (obispo de Mirepoix de 1730 a 1736), preceptor del delfín, hijo de Luis XV de Francia y capellán de la delfina María Josefa en 1743.  
Fue elegido miembro de la Academia Francesa en 1736, de la Academia de Ciencias en 1738 y de la Academia de inscripciones y bellas letras en 1741.
Fue nombrado por el rey titular de las fojas de Beneficios que le dieron poder para atribuir cargas fiscales. Según Évelyne Lever, biógrafa de la favorita real, durante el año santo de 1750 el papa Benoit XIV le encargó, en vano, de romper la relación entre el rey y la señora de Pompadour.
Fue enemigo encarnizado de los jansenistas y como tal creó los "billetes de confesión" que los fieles deben obtener haciendo que un sacerdote se los autorice, para demostrar que respetan la bula Unigenitus del papa Clemente XI y sin los cuales no tendrían derecho a los santos sacramentos. El obispo de Mirepoix también se muestra adversario de los filósofos. En 1743, condujo una intriga para hacer que el rey separase a Voltaire de la Academia Francesa, sin lograrlo. En 1751, pone al soberano en contra de los redactores de la Enciclopedia y maniobró para que los artículos que debían publicarse fueran supervisados y sometidos a censura. No logró, sin embargo, su propósito que fue cancelar la empresa de la creación enciclopédica. 
Voltaire escribió en torno a él : « ...uno está obligado de confesar, junto con toda la Francia, cuan triste y penoso es que este hombre haya sucedido (en la Academia francesa y como clérigo) a un François Fénelon y a un Jacques Bénigne Bossuet ≫.